# エルケンブレヒツヴァイラー
エルケンブレヒツヴァイラーまたはエアケンブレヒツヴァイラー (ドイツ語: Erkenbrechtsweiler) は、ドイツ連邦共和国バーデン＝ヴュルテンベルク州シュトゥットガルト行政管区のエスリンゲン郡に属す町村（以下、本項では便宜上「町」と記述する）である。この町はシュトゥットガルト地方（1992年まではミッテレラー・ネッカー地方）およびシュトゥットガルト大都市圏に属す。エルケンブレヒツヴァイラーは、その全域がシュヴェービシェ・アルプ・バイオスフィアおよびシュヴェービシェ・アルプUNESCOジオパークの一部となっている。

## 地理

### 位置
エルケンブレヒツヴァイラーは、その全域がアルプ高地に位置する郡内唯一の自治体で、海抜約 680 m から 745 m に位置している。

### 自治体の構成
自治体エルケンブレヒツヴァイラーには、エルケンブレヒツヴァイラー地区とブレンホーフ地区が属す。町の北部の「ブルク」耕地には、おそらくフランク時代の住居跡が遺る。

### 隣接する市町村
エルケンブレヒツヴァイラーは、西はノイフェン、北西はボイレン、北はアウエン、東はレニンゲン（以上いずれもエスリンゲン郡）、南はグラーベンシュテッテン、南西はヒュルベン（ともにロイトリンゲン郡）と境を接している。

### 土地利用
2020年現在のこの町の用途別土地面積および占有率は以下の通りである。
| 用途         | 面積 (ha) | 占有率 (%) |
| ------------ | --------- | ---------- |
| 住宅用地     | 42        | 6.1        |
| 商工業用地   | 9         | 1.2        |
| レジャー用地 | 7         | 1.0        |
| 交通用地     | 42        | 6.1        |
| 農業用地     | 335       | 48.4       |
| 森林         | 228       | 32.9       |
| 水域         | -         | 0.0        |
| その他       | 30        | 4.3        |
| 合計         | 693       | 100.0      |

## 歴史

### 先史時代
青銅器時代の墳墓が、青銅器時代にはこの地域に人が住んでいたことを示している。ハルシュタット時代の痕跡も見つかっている。

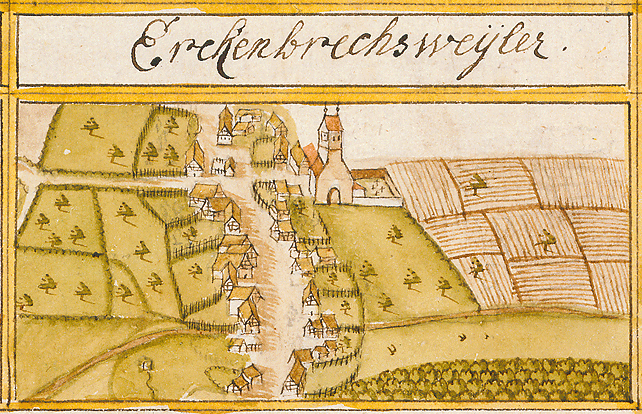
1683年頃にアンドレアス・キーザーが描いたエルケンブレヒツヴァイラーの絵図

### 中世
エルケンブレヒツヴァイラーは、ベルトルト・フォン・ノイフェンがシュパイヤー司教領主からレーエンを授けられた1284年に Hergenbolswiler あるいは Erggenboltswilaer という表記で初めて文献に記録されている。この村はノイフェン領とともに1301年にヴュルテンベルクに売却された。

### 近世以後
ヴュルテンベルク王国が建国された1806年までエルケンブレヒツヴァイラーはアムト・ノイフェンに属していた。ヴュルテンベルクの新しい行政組織が適用されたことでこの街はオーバーアムト・ニュルティンゲンに編入された。
1910年に電力網が、1919年に水道網が整備された。
ナチ時代のヴュルテンベルクの郡再編によりエルケンブレヒツヴァイラーは、1938年に新設されたニュルティンゲン郡に編入された。第二次世界大戦の終わり、1945年4月に市街地戦が行われ、28人のドイツ国防軍兵士と6人の民間人が死亡した。1945年から1952年まで、アメリカ管理地区に設けられたヴュルテンベルク＝バーデン州に属した。この州は1952年に新たなバーデン＝ヴュルテンベルク州となった。
故郷を逐われた人々や難民が移住してきたことにより、1950年代初めに新たな住宅地ハルトビュールが建設された。1973年の郡再編以降エルケンブレヒツヴァイラーはエスリンゲン郡の一部となった。
1987年に町の中心部の再開発が始まった。

## 住民

### 宗教
宗教改革以後エルケンブレヒツヴァイラーでは福音主義が主流である。教会組織は、エルケンブレヒツヴァイラーの他に、2004年からはレニンゲンのホーホヴァング地区もこれに含む。この教会の信者数は約1,700人である（2005年現在）。
この他に新使徒教会も存在する。ローマ＝カトリックの信者は、礼拝のためにレニンゲンのホーホヴァング地区まで行く必要がある。

### 人口推移
人口調査結果 (*) または州統計局の公式研究結果に基づく人口推移を以下に示す（この町を主たる住所地とする人口）。
| 時期           | 人口（人） |
| -------------- | ---------- |
| 1834年12月3日* | 538        |
| 1871年12月1日* | 686        |
| 1900年12月1日* | 789        |
| 1939年5月17日* | 957        |
| 1950年9月13日* | 1.246      |
| 1961年6月6日*  | 1.314      |
| 1970年5月27日* | 1.446      |
| 1987年5月25日* | 1.831      |

| 時期           | 人口（人） |
| -------------- | ---------- |
| 1995年12月31日 | 2.012      |
| 2000年12月31日 | 2.173      |
| 2005年12月31日 | 2.133      |
| 2015年12月31日 | 2.143      |
| 2020年12月31日 | 2.187      |

## 行政

### 議会
エルケンブレヒツヴァイラーの町議会は10議席からなる。町議会はこれらの選出された名誉職の議員と、議長を務める町長で構成される。町長は町議会において投票権を有している。

### 紋章
図柄: 基部は金地（黄色地）でその中に黒い鹿の角が描かれている。その上の主部は、山頂に銀（白）の岩を戴く緑の山。その背後に上る赤い太陽。
この紋章に用いられている鹿の角はヴュルテンベルクへの帰属を意味している。岩を戴く山はアルプトラウフに位置する立地を表している。エルケンブレヒツヴァイラーは、1954年9月20日の州政府の決定によりこの紋章が認可された。

## 経済と社会資本

### 交通
エルケンブレヒツヴァイラーは、シュトゥットガルト交通・運賃連盟の適用地区にある。バス路線172番と179番がこの町と最寄りの駅であるオーバーレニンゲン（ヴェンドリンゲン・アム・ネッカー行きのテック鉄道）およびノイフェン（ニュルティンゲン行きのテーレス鉄道）とを結んでいる。

### 教育
エルケンブレヒツヴァイラーには基礎課程学校があり、ホーホヴァングに分校がある。この他にヘフレに幼稚園が1園ある。

## 文化と見所

### 自転車道と遊歩道
エルケンブレヒツヴァイラーは、ドイツで最も人気がある広域遊歩道の1つで、アルプトラウフ沿いにドナウヴェルトからトゥットリンゲンに至るアルプシュタイク（シュヴェービシェ＝アルプ＝ノルトラント＝ヴェークあるいは HW1とも呼ばれる）、およびアーレンからトゥットリンゲンまで6つの区間に分けられたマウンテンバイクやグラーベルバイク向けの広域自転車道であるアルプ＝クロッシング沿いに位置している。

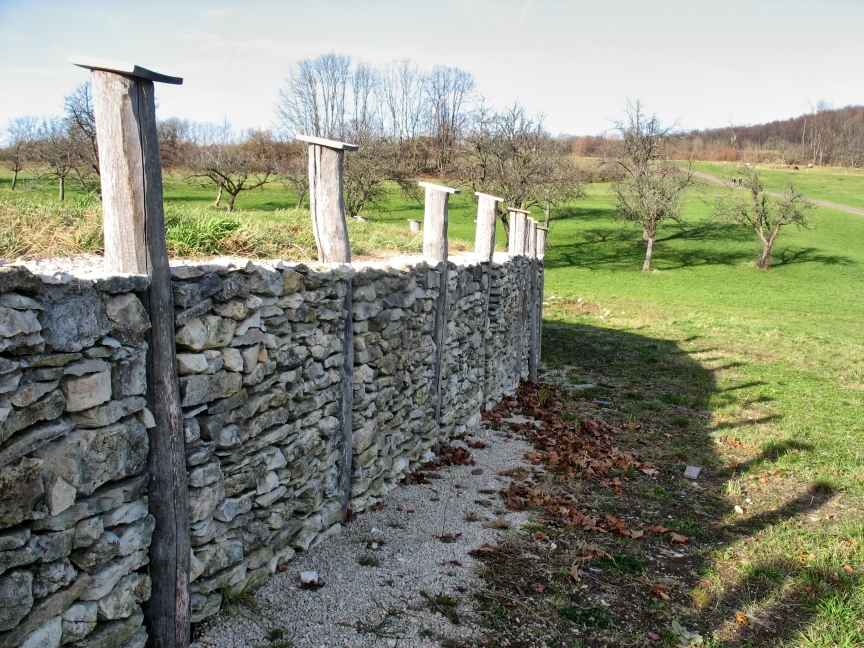
復元されたオッピドゥムの石壁

### 文化財

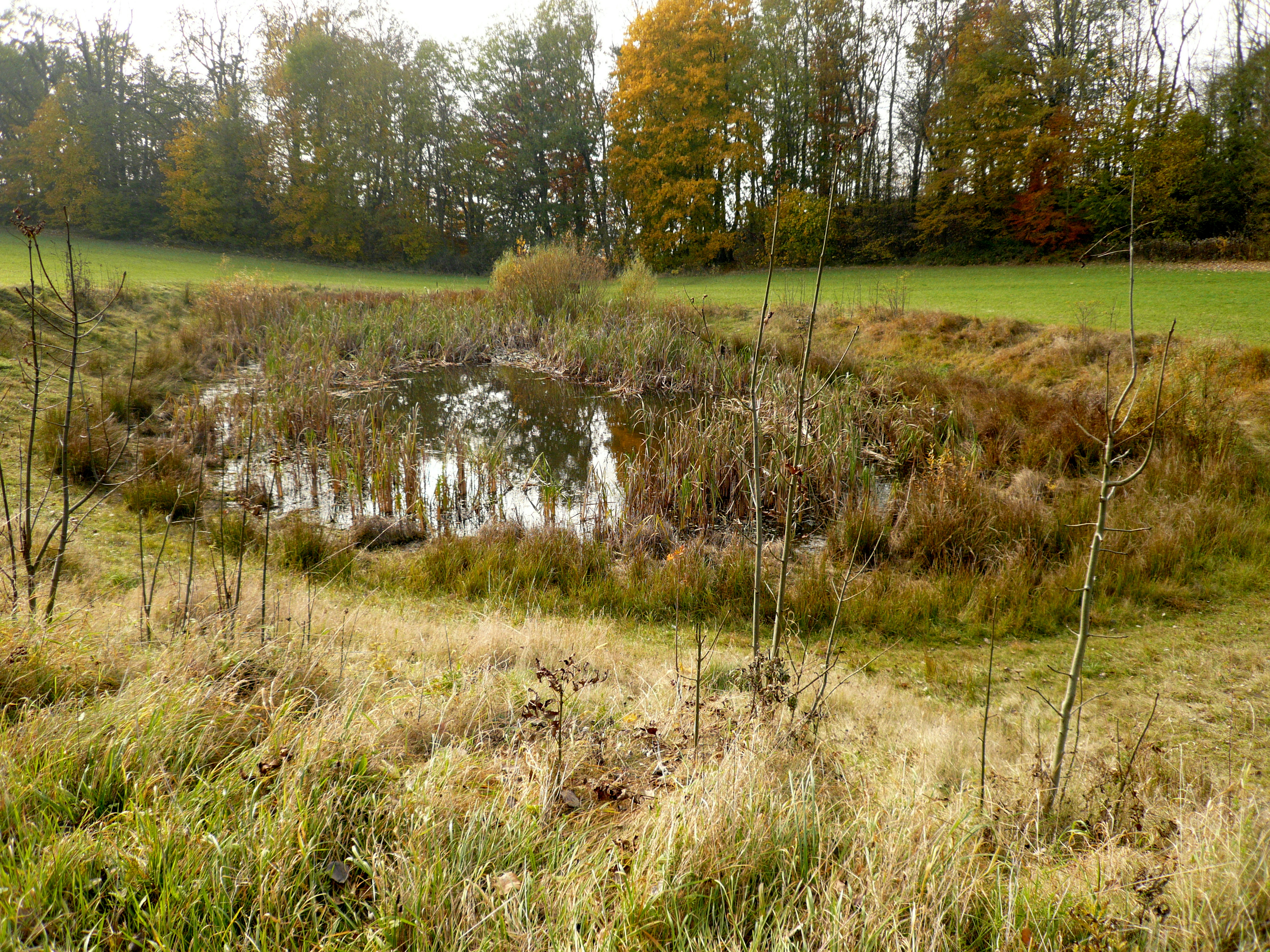
モラッハ

紀元前100年頃に造られたケルト人のオッピドゥム（堅固な防衛施設を持つ都市）であるハイデングラーベン。エルムスタールとラウタータールとの間の半島状の平地にある。総面積 16 km2 で、この種のものとして中央ヨーロッパ最大の遺構である。広さ 153 ha のオッピドゥムの中心部分はグラーベンシュテッテン西部のエルザハシュタットで、さらに何重もの防衛施設で護られていた。エルケンブレヒツヴァイラーの北部には復元された門が建っている。このオッピドゥムの南付近は二重の土塁で護られており、このうちグラーベンシュテッテンの南側は良く保存されている。多くの情報プレートがある考古学学習路が訪問者のために施設を結んでいる。

### 自然文化財
アルプ高地の端に位置するビオトープ・モラッハは、中新世後期にだけ活動していた火山（シュヴァーベン火山）の噴火口の上にある。火口の跡に水がたまり、カルスト化したアルプに湿地が形成されている。この他の多くの湿地や池が入植をもたらした。

## 関連図書
- August Friedrich Pauly, ed (1848). “Erkenbrechtsweiler”. Beschreibung des Oberamts Nürtingen. Die Württembergischen Oberamtsbeschreibungen 1824–1886. Band 25. Stuttgart / Tübingen: Cotta’sche Verlagsbuchhandlung. pp. 149–152
- Hans Schwenkel (1953). Heimatbuch des Kreises Nürtingen. Band 2. Würzburg. pp. 207–222
- Adolf Schicketanz (1961). Die Chronik von Erkenbrechtsweiler. Erkenbrechtsweiler
- Landesarchiv Baden-Württemberg i. V., Landkreis Esslingen, ed (2009). Der Landkreis Esslingen, Band 1. Ostfildern: Jan Thorbecke Verlag. pp. 418–428. ISBN 978-3-7995-0842-1
- Gemeinde Erkenbrechtsweiler, ed (2009). Erkenbrechtsweiler: Erkenbodswiler (1359), Erkenboltzwyler (1475) ; Bilder erzählen unsere Geschichte. Horb: Geiger-Verlag. ISBN 978-3-86595-310-0